# Antdorf
Antdorf é um município da Alemanha, situado no distrito de Weilheim-Schongau, no estado da Baviera. Tem 22,37 km² de área, e sua população em 2019 foi estimada em 1.322 habitantes.